# اژدهامارمولکیان
اژدهامارمولکیان (نام علمی: Agaminae) نام یک زیرخانواده از تیره مارمولک‌های اژدها است.